# ボスカイオーラ
ボスカイオーラ（イタリア語: alla boscaiola）は、キノコをふんだんに使ったソース。キノコに加えてパンチェッタ等の豚肉を加えるのも一般的で、クリームやトマトをベースにするなど、さまざまなバリエーションがあるソースを使ったイタリア料理である。

## 概要
イタリア語で「bosco」は「森」を意味し、「boscaiola」は「森の」という意味になる。したがって、例えば「Pasta alla（=〜風） Boscaiola」は「森の食材のパスタ」という意味合いになる。日本では長らくボスカイオーラを「木こり風」、「森の番人風」と説明されてきが、明確な間違いである。これは「boscaiola」とは全く別の単語「Boscaiolo」＝「木こり」の翻訳と間違えたのが原因と思われる。この翻訳の間違いの影響は深刻で、日本におけるボスカイオーラのレシピにも影響した。ボスカイオーラはその名の通り「森」の食材を使う料理なのだが、日本のレシピではなぜか海産物のツナも必須となってしまった。理由はツナの切り身を切り株に見立てたからという説が語られてきた。日本では未だに多くのプロの料理人がこの間違った説を堂々と紹介し、ツナを使った間違ったレシピを用いている。ちなみにイタリアではボスカイオーラにツナを使うことはほぼない。
キノコはポルチーニやアンズタケが好まれるが、エリンギやシイタケ、シメジなどもよく使われる。
ソースには決まりはなくトマトソースやクリームソースで供される。この他、豚肉（パンチェッタ、プロシュット・コット、砕いたイタリアンソーセージ）や、エンドウマメ、ブラック・オリーブ、パキーノ・トマトなどの様々な食材を使った地方ごとのバリエーションがある。

## 起源
トスカーナ州とエミリア＝ロマーニャ州に挟まれた山間部が発祥という説があるが、明確ではない。キッチンでキノコを使うことは非常に古くから行われており、イタリア全土に普及している。アメリカ大陸からトマトが持ち込まれる前から、家庭菜園で手に入る材料を使いボリュームのある白いソースが作られていたと見られている。

## 使い方

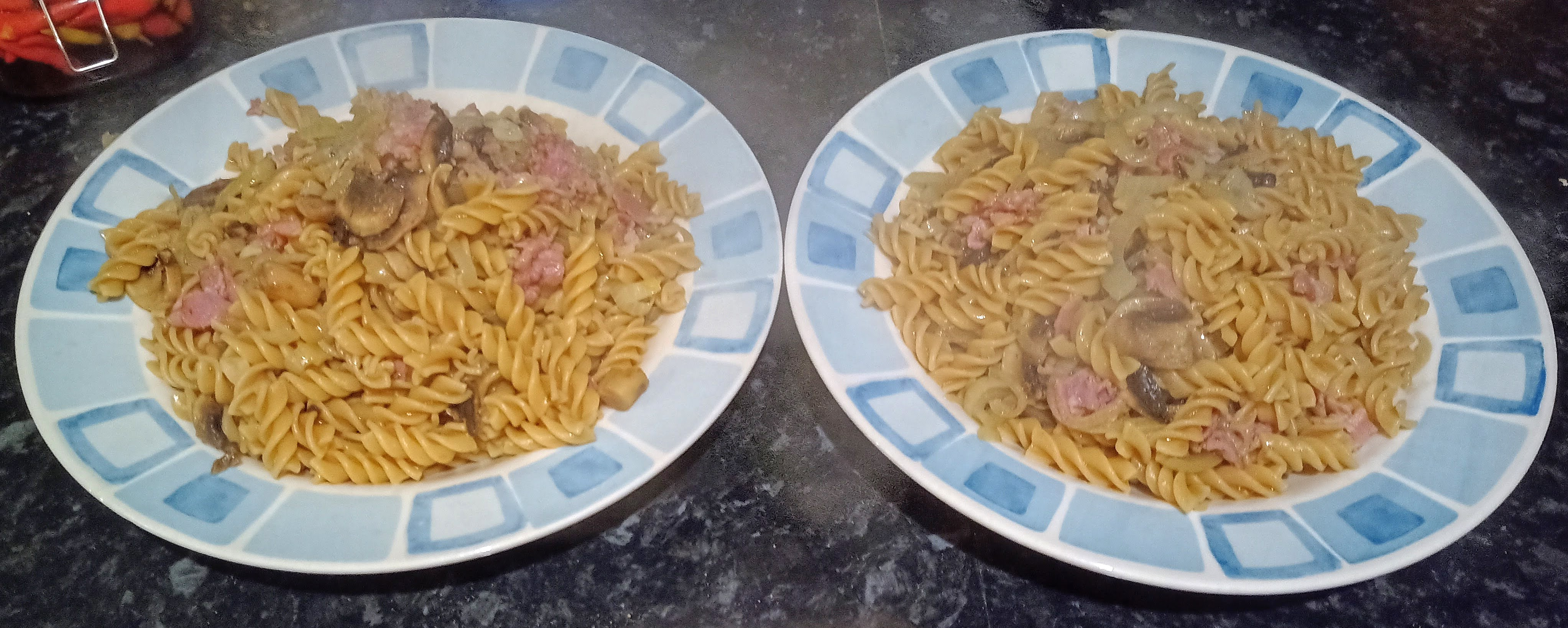
フジッリ・アッラ・ボスカイオーラ

通常はプリモ・ピアットとしてパスタに使われるが、セコンド・ピアットやピザでも使われることがある。